# Foglia
Der Foglia ist der nördlichste Fluss der Region Marken in Italien, der seine ersten 9 km in der Toskana verbringt. Seine Gesamtlänge ist 90 km.

## Verlauf
Der Fluss entspringt in der Provinz Arezzo in der Toskana, nahe dem Sasso Aguzzo, einem Hügel in der Umgebung der Gemeinden Sestino und Badia Tedalda im toskanischen Apennin. Danach durchfließt er die Gemeinden von Sestino (AR), Belforte all’Isauro (PU), Piandimeleto (PU), Lunano (PU), Sassocorvaro (PU), Auditore (PU), Montecalvo in Foglia (PU), Montelabbate (PU) und Pesaro (PU), von wo aus er in die Adria mündet.

## Geschichte
In der Zeit der Picener (bis zum 3. Jahrhundert v. Chr.) war die Foglia die nördliche Grenze ihres Reiches. Zudem diente sie dem Vikariat von Urbino als östliche Grenze.

## Namensherkunft
Der lateinische Name des Flusses war Pisaurum, nach dem römischen Namen für die Stadt Pesaro in der Provinz Pesaro und Urbino benannt, die er als letztes größeres Handelszentrum durchquert.

## Bilder

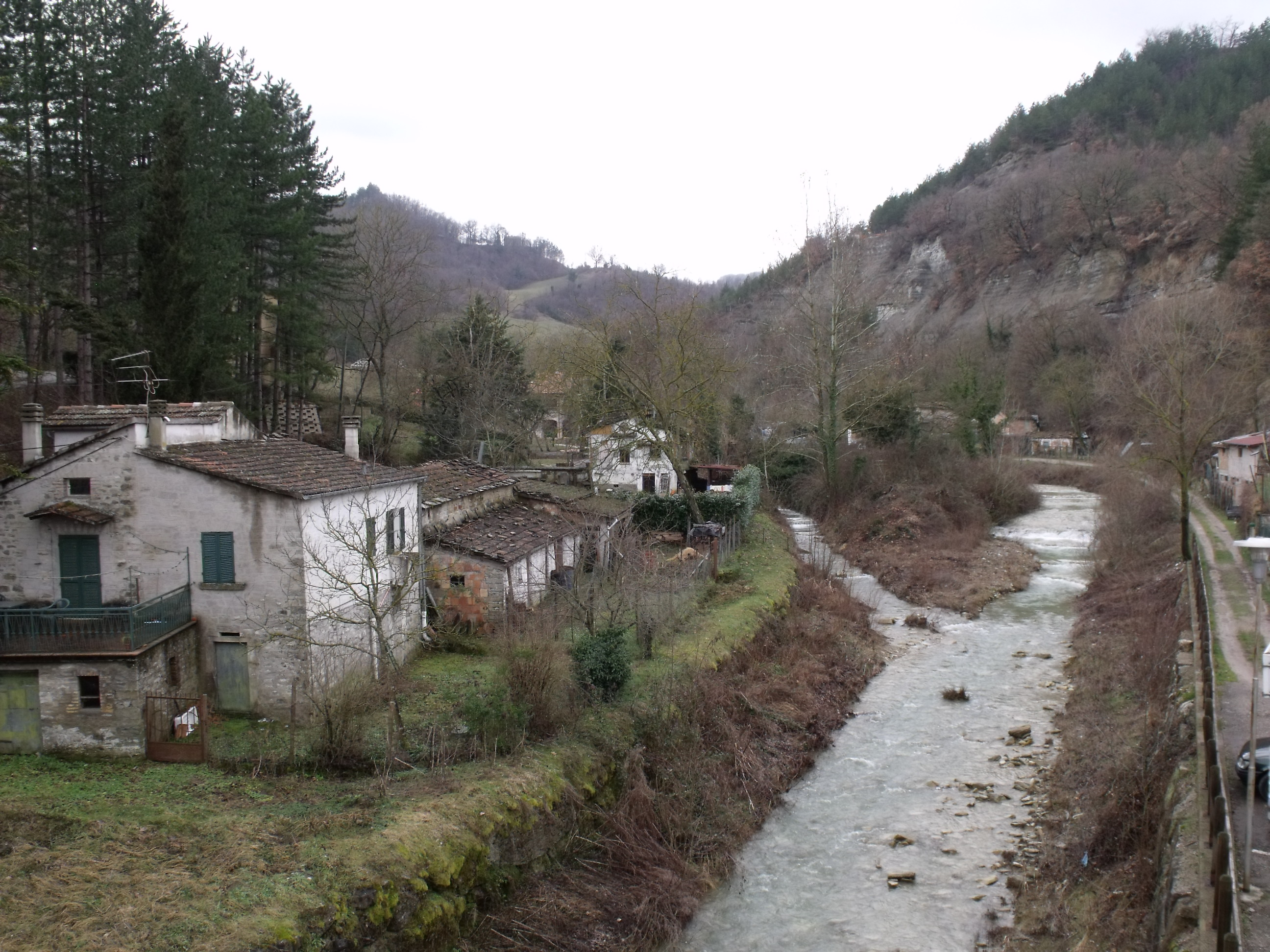
Der Foglia kurz nach der Entstehung bei Sestino am Zusammenfluss mit dem Bornacchio
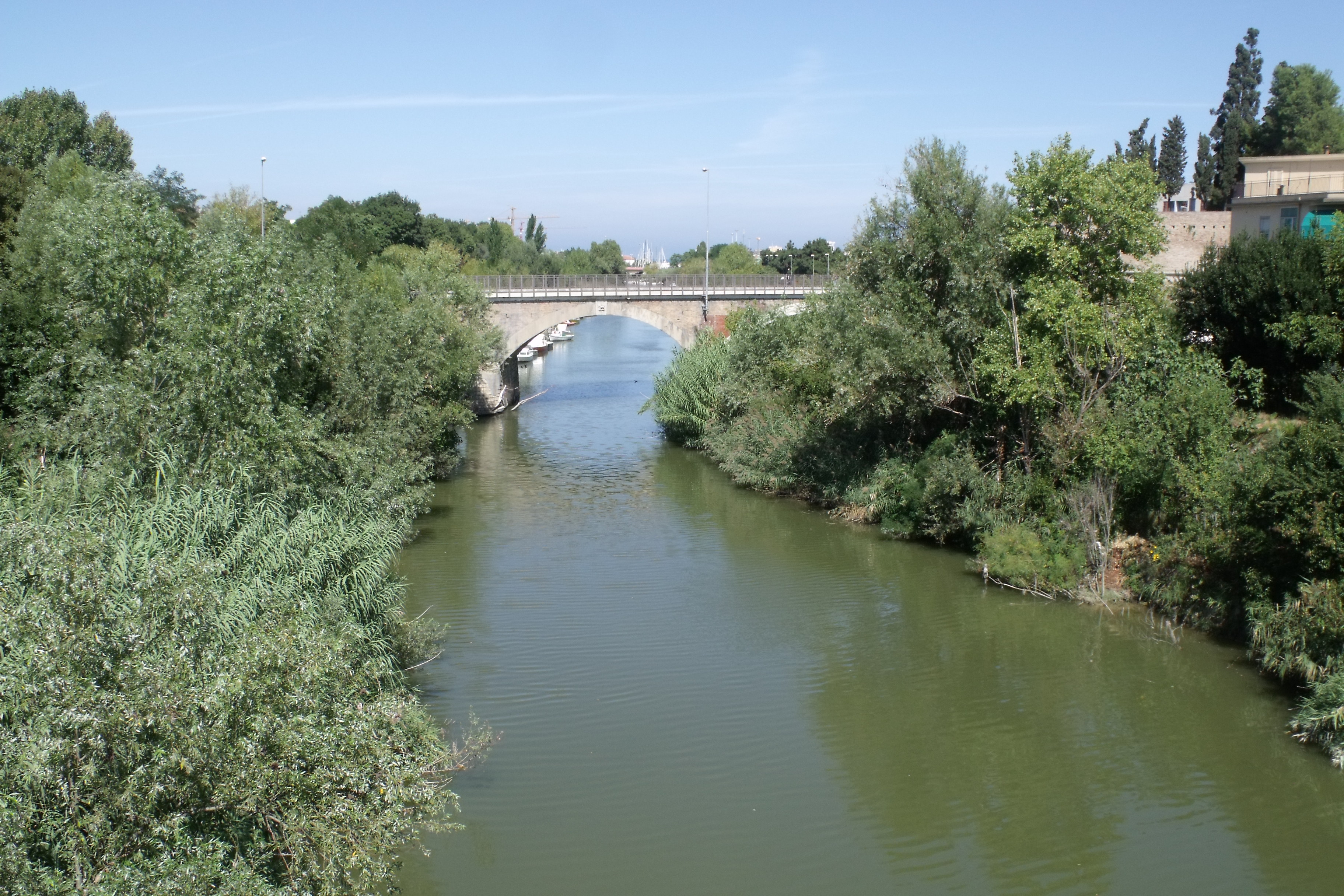
Der Foglia bei Pesaro kurz vor der Mündung in die Adria